# Ukrán-Kárpátok
Az Ukrán-Kárpátok (ukránul: Українські Карпати) a Kárpátok hegységrendszeren belül az Északkeleti-Kárpátok külső vonulatának tagja, az Erdős-Kárpátok ukrajnai részének neve.

## Felépítése
Több hegyvonulatból áll:

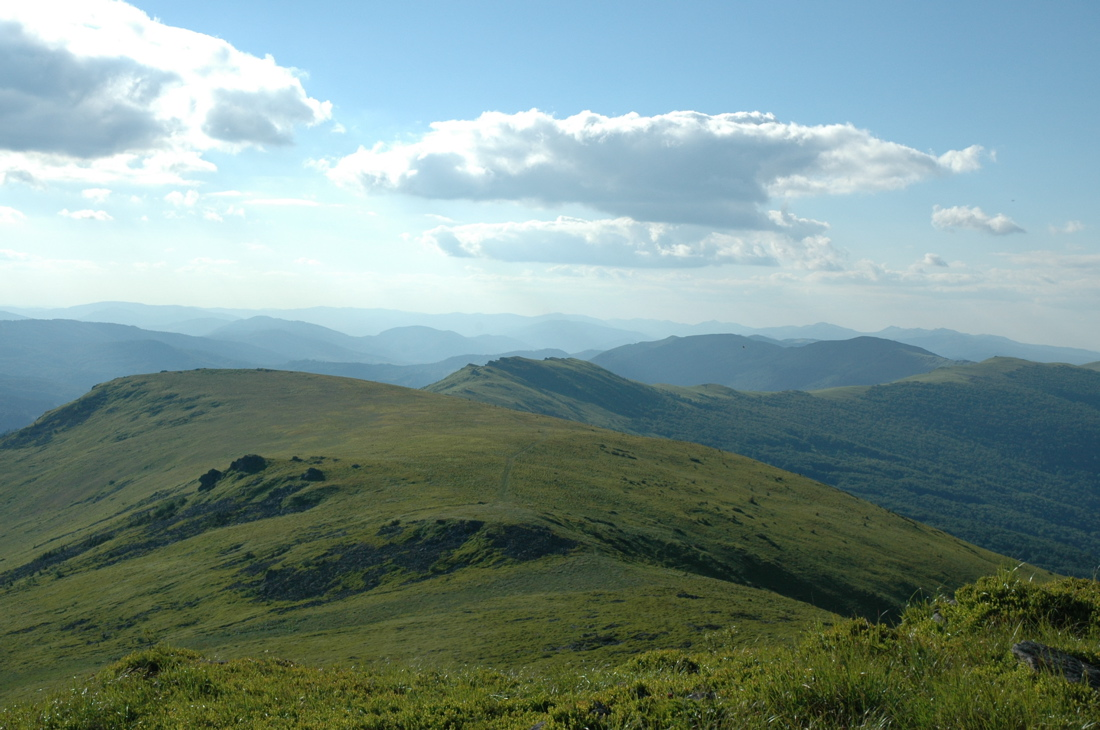
A Vízválasztó-hegylánc a Keleti-Beszkidekben, az egykori történelmi lengyel–magyar határ

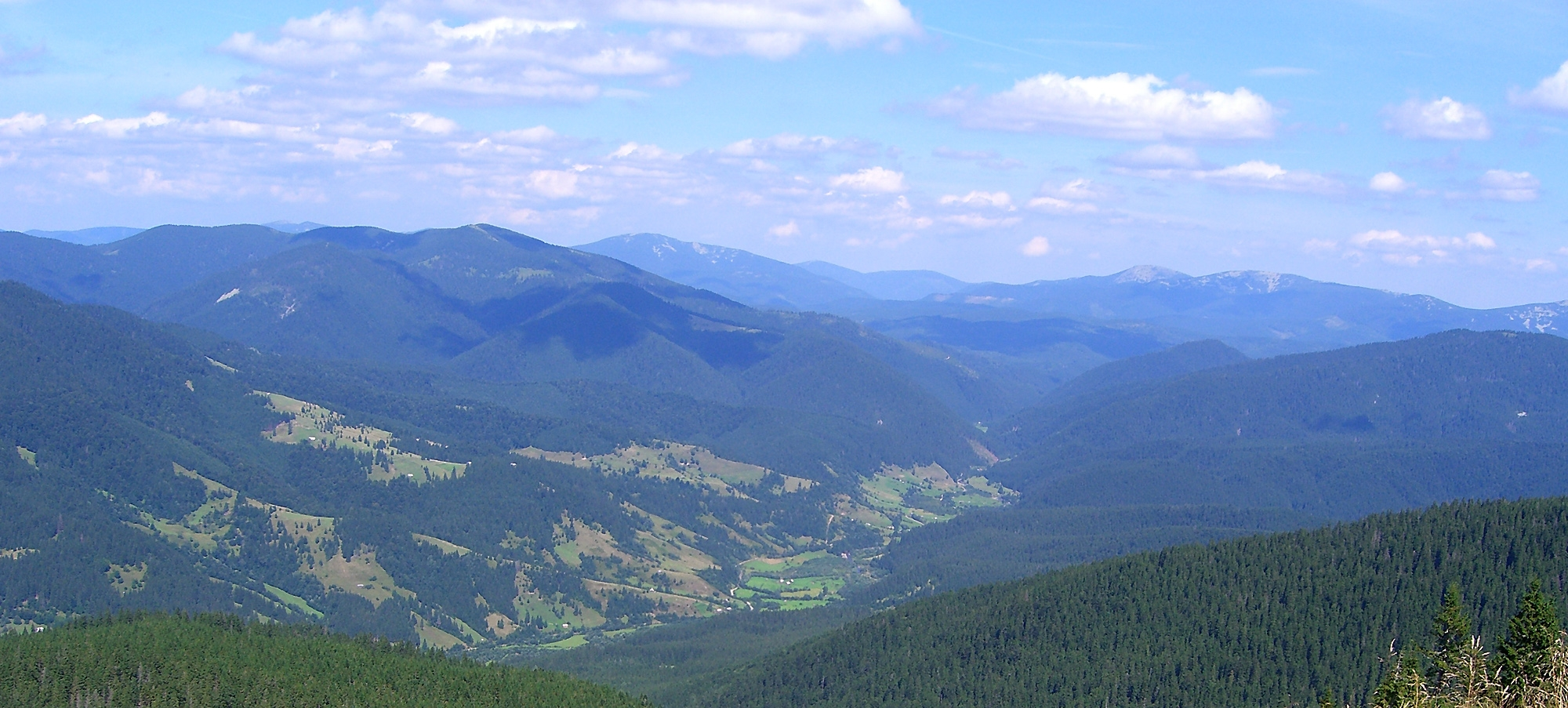
Az Ukrán-Kárpátok hegyvonulata a Lvivi területről nézve

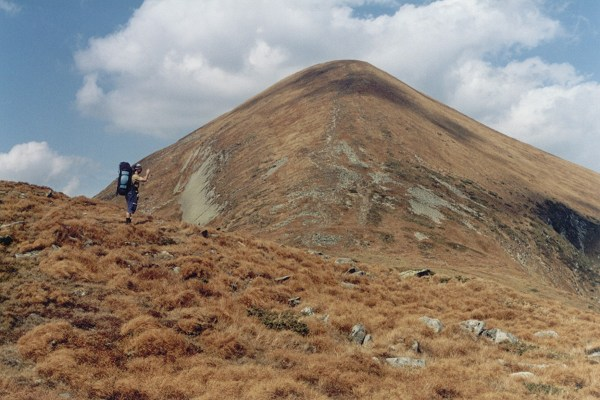
Hoverla - 2061 m

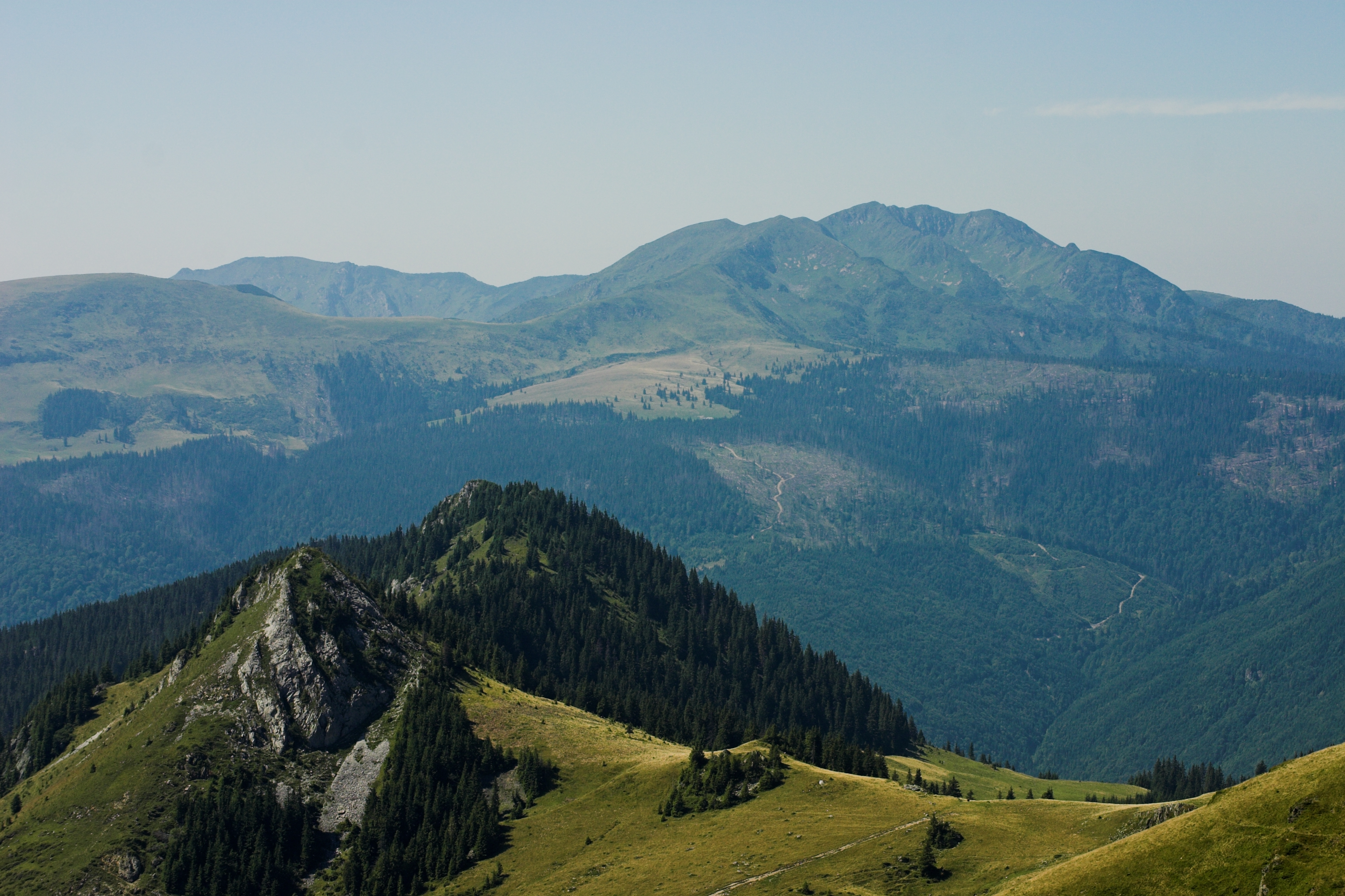
A Pop Iván látképe

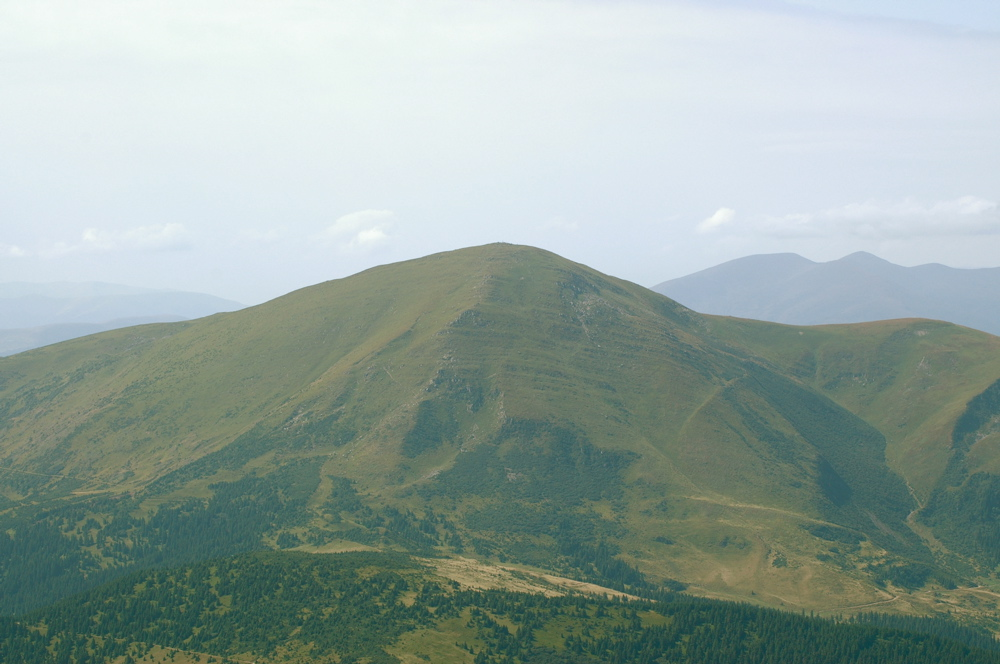
A Pietrosz (2020 m), a Csornahorai-havasok legmagasabb pontjainak egyike (látkép a Hoverláról)

- Külső-Beszkidek (Keleti-Beszkidek)
  - Pokolbérc (1405 m)
- Gorgánok
- Külső-Kárpátok
- Pokuttya-Bukovinai-Kárpátok
- Vízválasztó-Verhovinai-vonulat
- Poloninai-vonulat
- Csornahora
  - Hoverla (2061 m)
  - Brebeneszkul (2035 m)
  - Pop Iván (2026 m)
  - Pietrosz (2022 m)
- Fagyalos
- Rahói-hegyek
- Vihorlát–Gutin-hegyvidék (Vulkanikus-vonulat)

Több fontos hágó is található itt: Uzsoki-hágó, Vereckei-hágó, Toronyai-hágó, Tatár-hágó.

## Természeti viszonyai

### Növényzet
Lomblevelű terület, erdősültsége csaknem 40%-os, a legnagyobb erdős terület Ukrajnában (az országban található erdők 20%-át teszi ki), de a Kárpátokban is itt a legsűrűbb az erdős növényzet, emiatt Erdős-Kárpátoknak is nevezik. 41%-a lucfenyő, 35%-a bükk, 9%-a tölgy, 5%-a jegenyefenyő, 4%-a gyertyán. További 6%-ot tesz ki a nyírfa, a juhar, a kőris és az éger.

### Állatvilág
Az Ukrán-Kárpátokban 280 madárfaj, 74 emlősfaj és 53 halfaj él. Megtalálható a dámszarvas, a jávorszarvas, a mókus, az alpesi barnafogú egér, a havasi egér, a vakond, a barnamedve, a vaddisznó, a farkas, a róka, a hiúz, a vadmacska, a háromujjú harkály, az erdei szalonka, a fenyőszajkó, a fehércsőrű rigó, a törpebagoly, a siketfajd, a kövi seregély, a szajkó, a héja, a vipera, a pataki pisztráng, a márna, a ponty, az orsóhal, a pénzes pér.

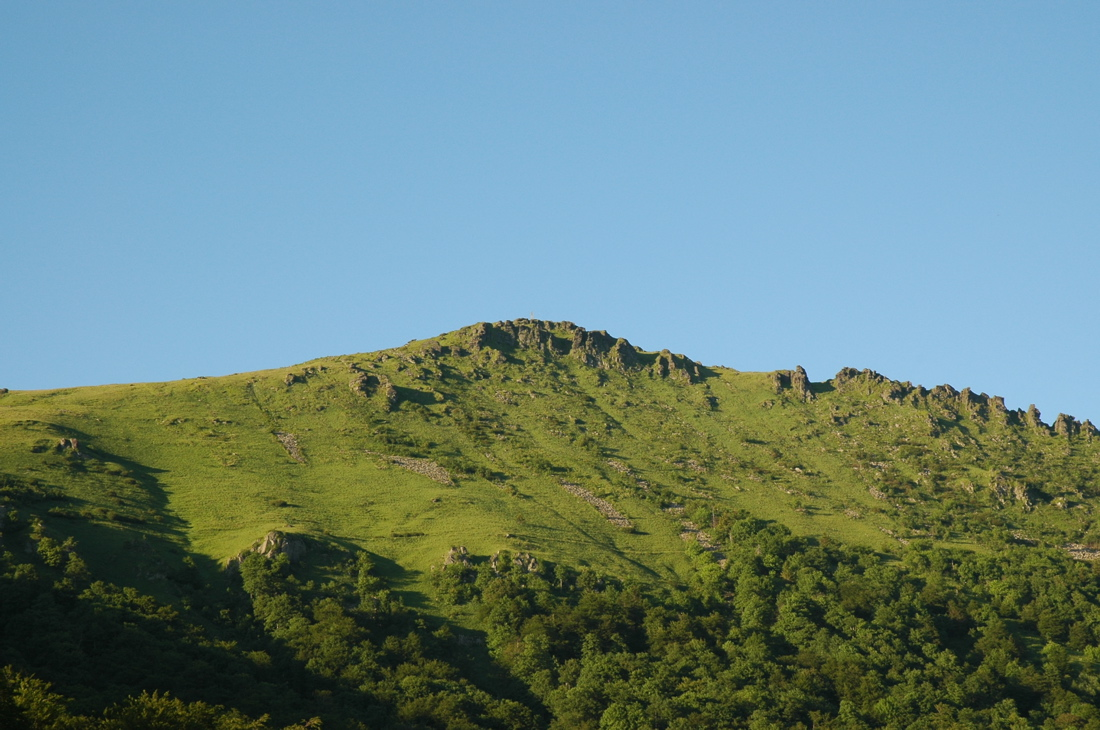
A Pokolbérc

### Övezetek
Az Ukrán-Kárpátok területén függőleges öveződés figyelhető meg:
- Előhegyi öv – 400–700 m – tölgy és tölgy-gyertyán erdőkkel;
- Alacsonyhegységi öv – 700–1200 m – bükkösök, bükkös-jegenyefenyős, lucfenyős-jegenyefenyős erdők;
- Középhegységi öv – 1200–1500 m – lucfenyő és borókás lucfenyő erdők;
- Szubalpini öv – 1500–1800 m – hegyi fenyőből, fekete égerfából álló cserjések nőnek.

### Természetföldrajzi területek
Az Ukrán-Kárpátokban hat természetföldrajzi terület lehet megkülönböztetni:
- elő-kárpáti hátsági terület – magassága 200–700 m, éghajlata mérsékelten meleg, csapadékmennyiség 600–700 mm, tölgyesek és tölgyes-gyertyános erdők találhatóak itt;
- külső-kárpáti természet földrajzi terület – magassága 800–1000 m, a terület éghajlata hűvös, nedves, csapadékmennyiség 700-800, 1000 mm, lucfenyős-bükkös, lucfenyős-lombos erdők találhatóak itt, a magasabb helyeken szubalpini növényzet;
- vízválasztói-verhovinai természetföldrajzi terület – magassága 800–1200 m, éghajlata mérsékelten hűvös (január −8, −5 °C, július 13, 17 °C), csapadékmennyiség 750–1500 mm, lucfenyők és rétek találhatóak itt;
- poloninai-csornahorai terület – az Ukrán-Kárpátok legmagasabb része, az éghajlati feltételek a magassággal változnak, csapadékmennyiség 1300–1500 mm, tölgy, erdeifenyő, bükk,, lucfenyő, borókafenyő erdők és szubalpesi rétek borítják a területet;
- rahói-csivcsini terület – csapadékmennyiség 1300–1500 mm, a tél hideg, −5, −7 °C, a nyár hűvös, 10-18 °C, bükk, lucfenyő, borókafenyő erdők borítják;
- vulkanikus kárpáti terület – magassága 800–1000 m, a hegyeket vulkanikus kőzetek alkotják (bazalt, tufa, andezit), tölgy-bükk és tölgyerdők találhatóak itt;